# Judit Bakk
Judit Bakk (Sopron, 21 febbraio 1944 – Sopron, dicembre 2021) è stata una cestista ungherese.

## Carriera
Con l'Ungheria ha disputato tre edizioni dei Campionati europei (1966, 1968, 1970).